# شاف‌هاوزن
شهر شاف‌هاوزن  در کانتون شاف‌هاوزن در کشور سوئیس واقع شده‌است که ۳۳٬۷۰۰ نفر جمعیت دارد.

## نگارخانه

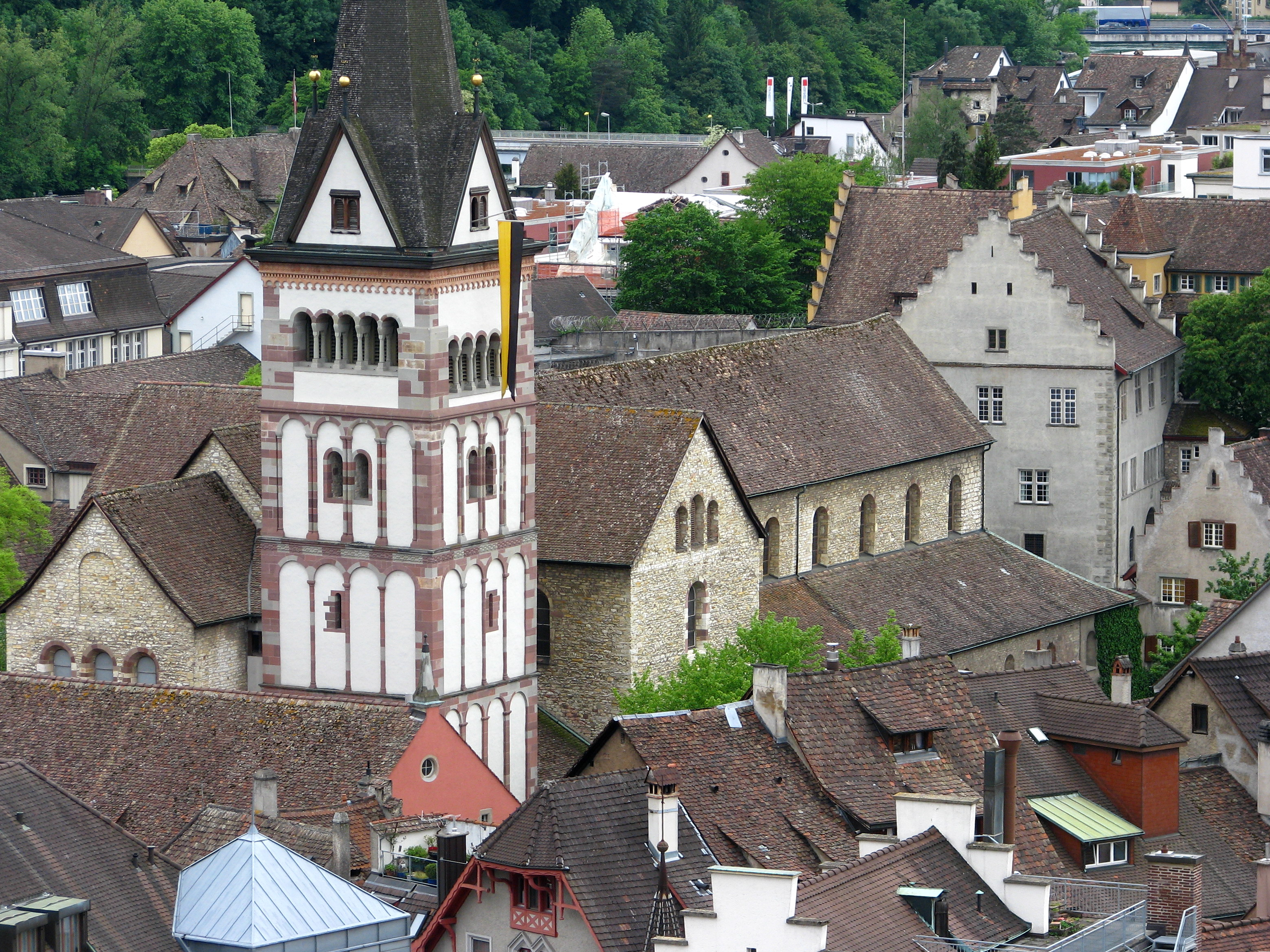
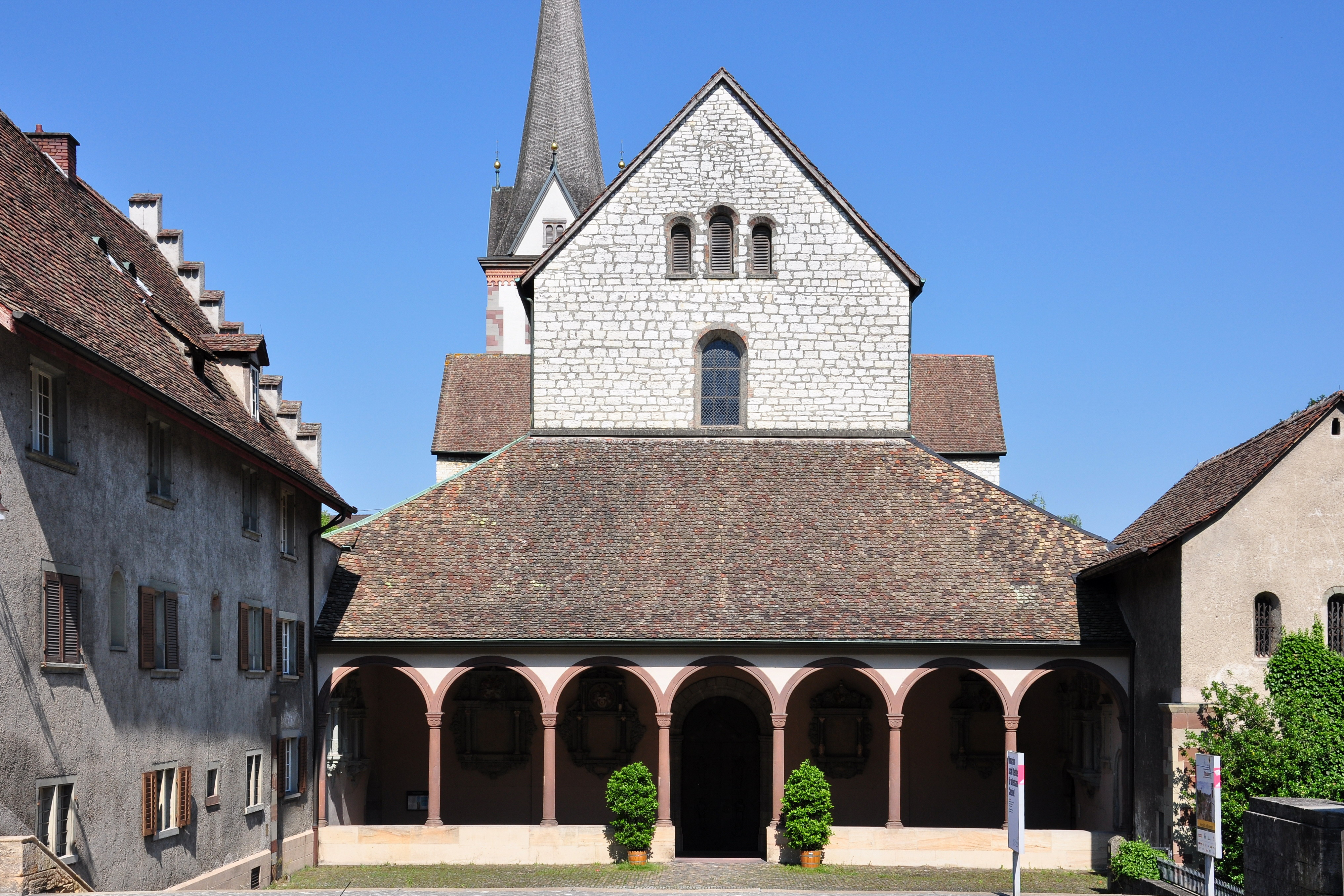
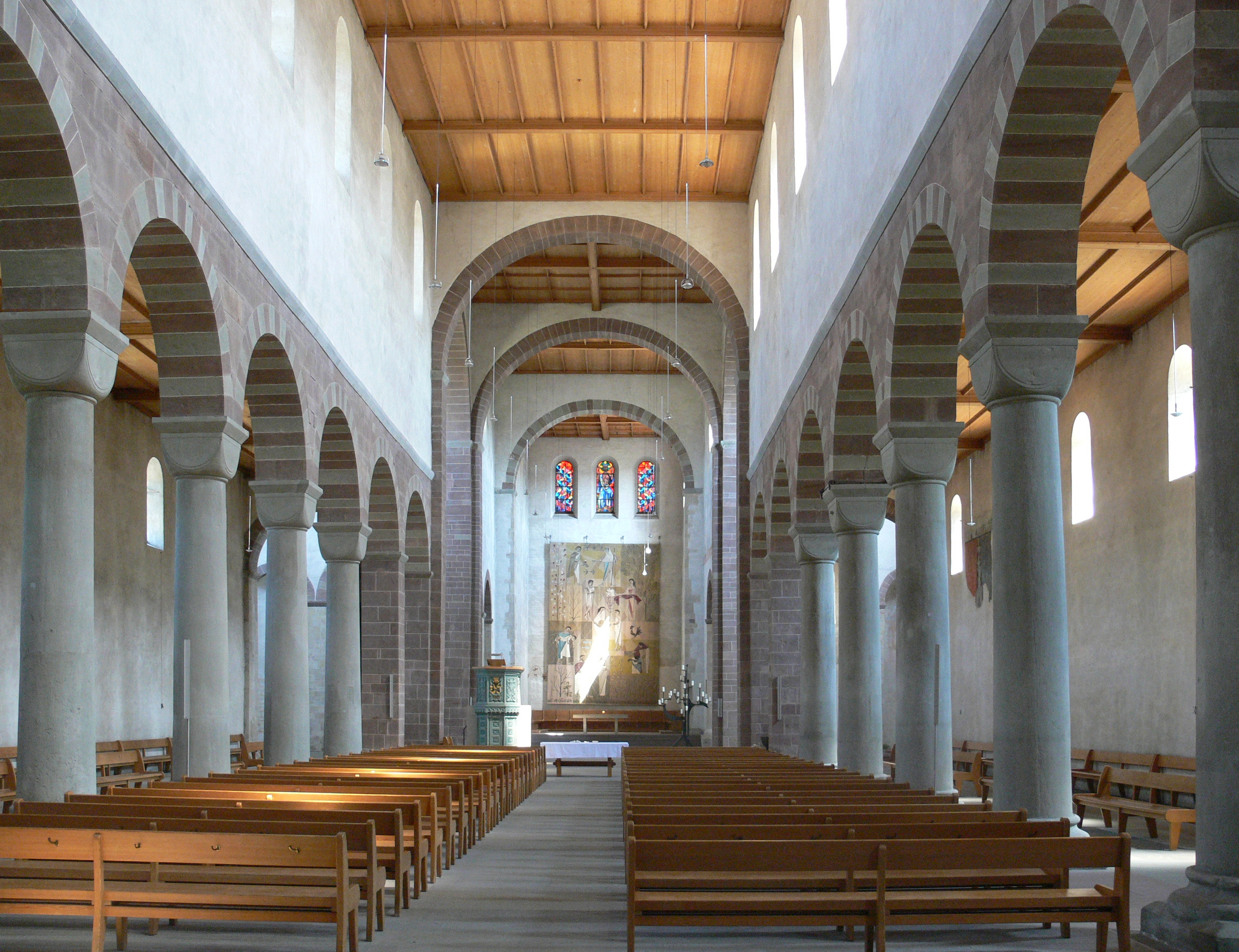
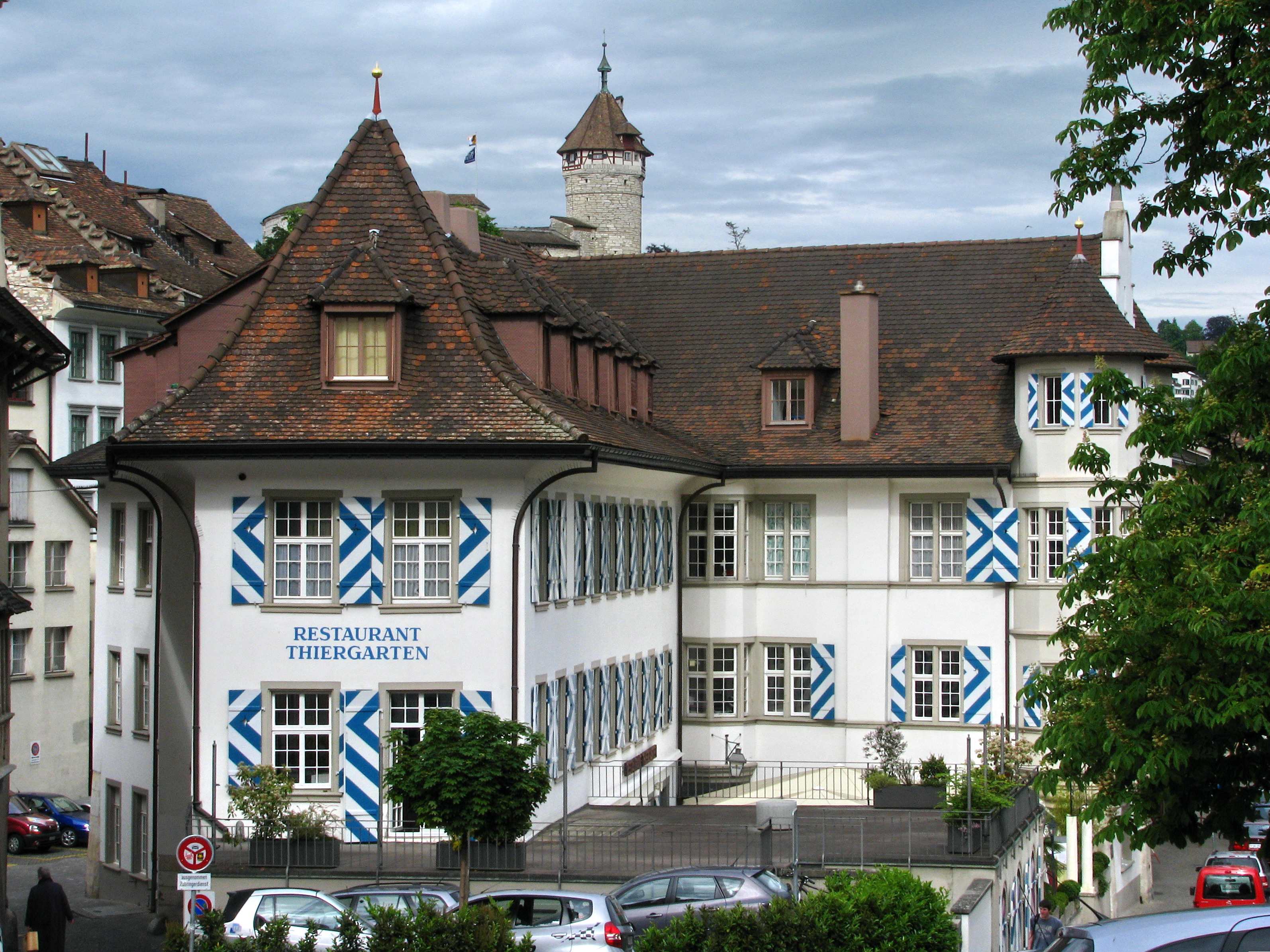
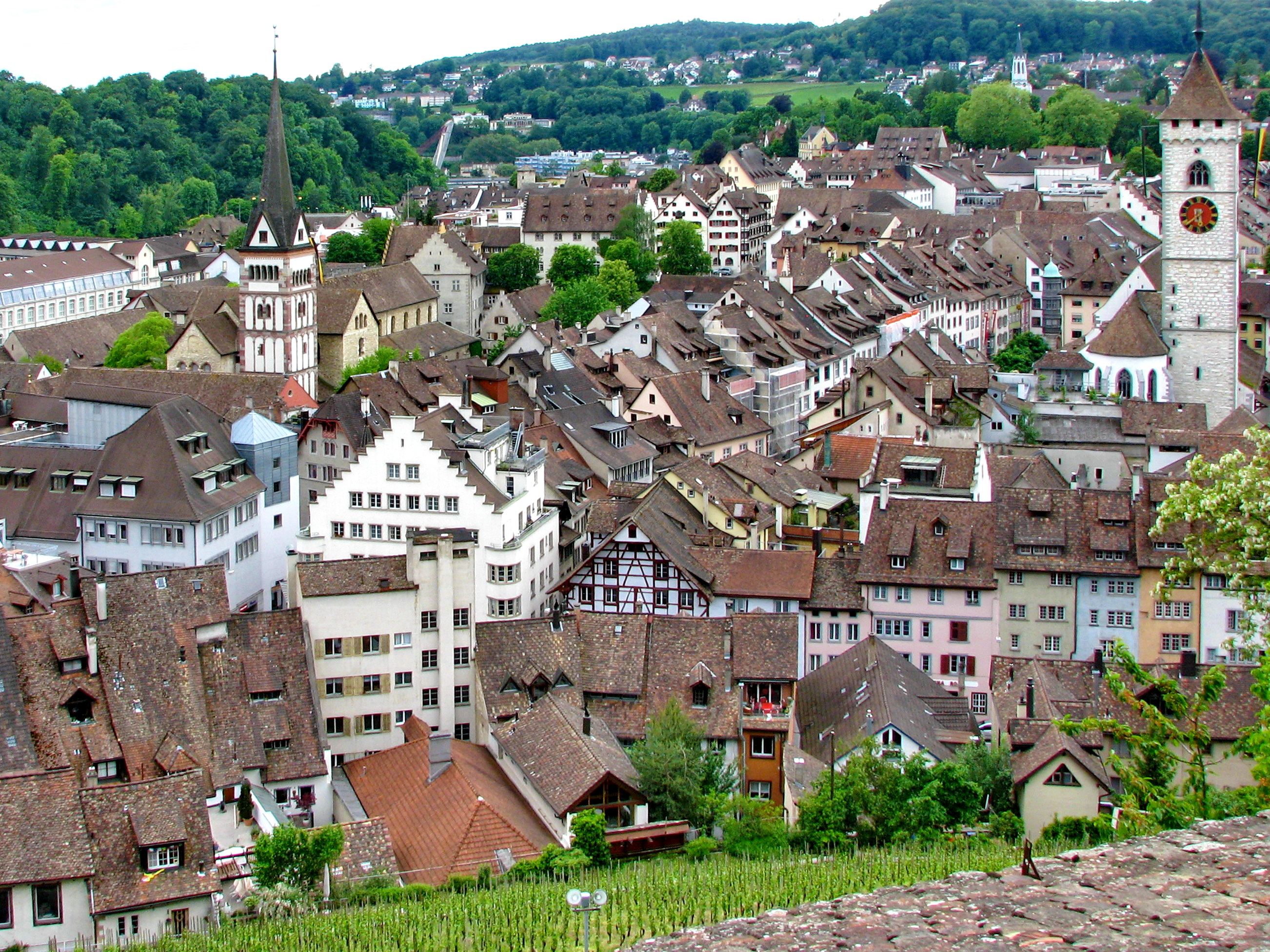
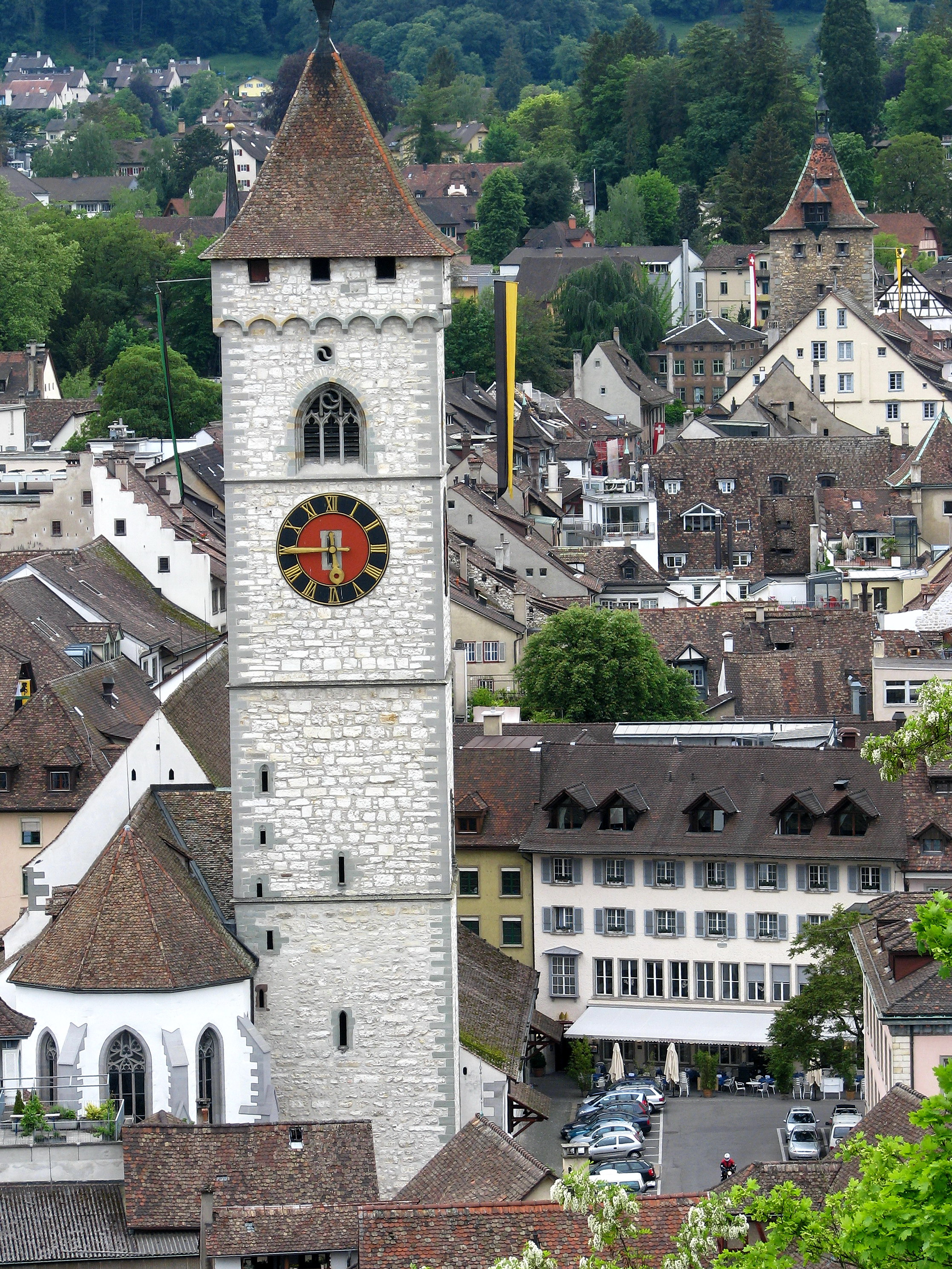
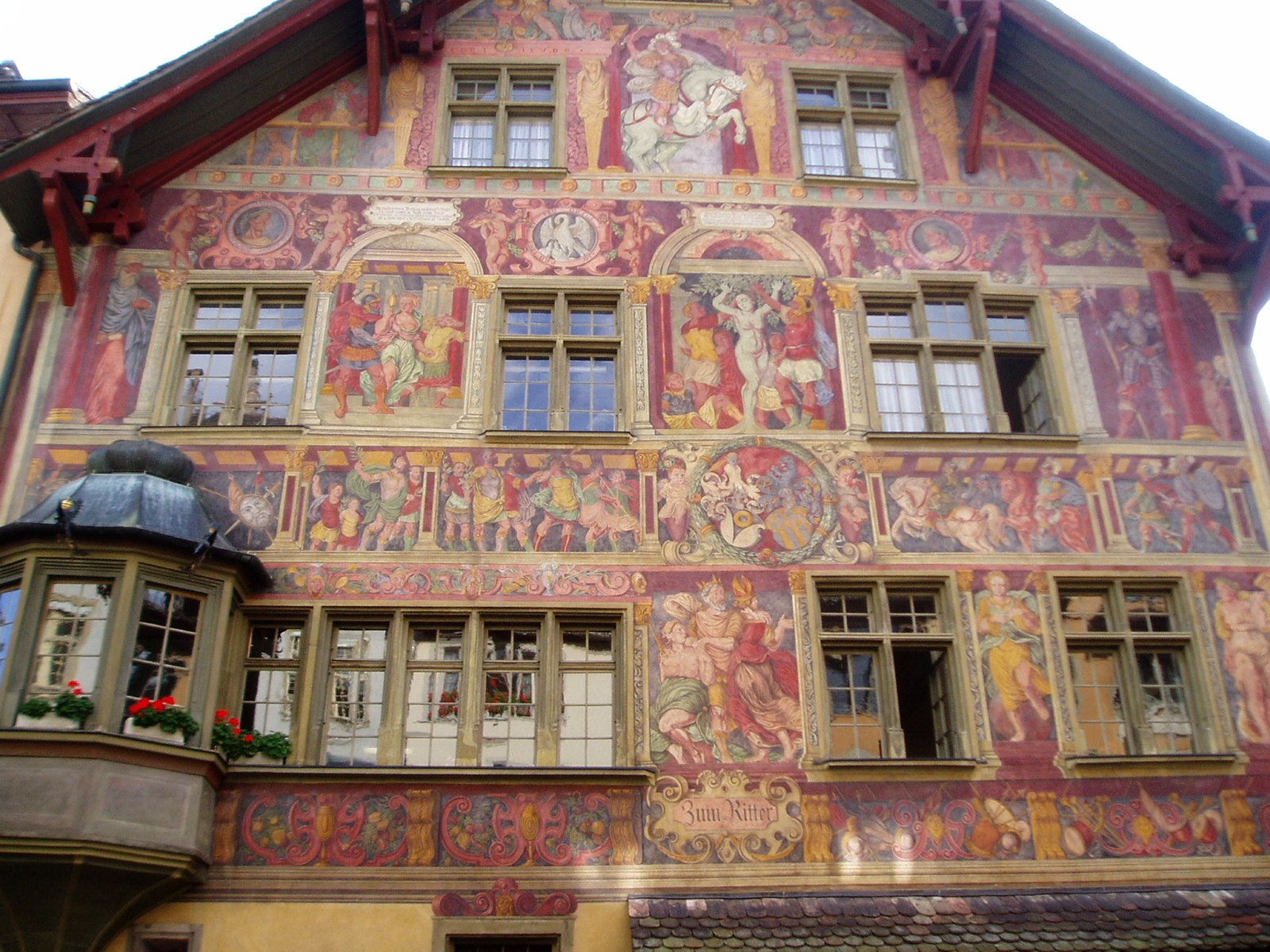
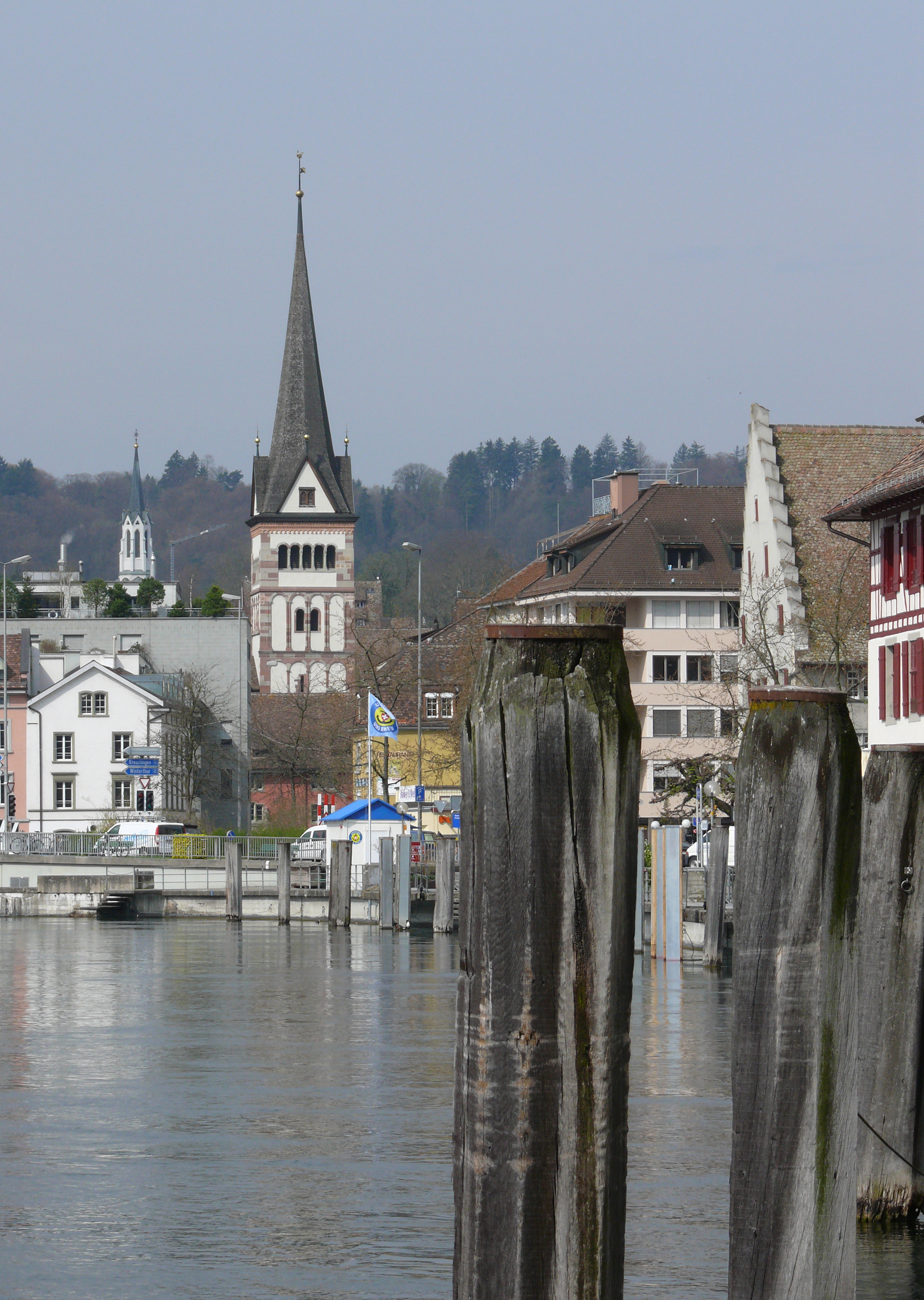